# Hohenlockstedt
Hohenlockstedt (niederdeutsch: Hohenlocksteed) – regional übliche Kurzformen Holo (Hohenlockstedt) und Lola (Lockstedter Lager) – ist eine Gemeinde im Kreis Steinburg in Schleswig-Holstein.

## Geografie

### Geografische Lage
Das Gemeindegebiet von Hohenlockstedt erstreckt sich im Naturraum Heide-Itzehoer Geest. Im Westen quert der Fluss Rantzau das Gemeindegebiet. Entlang dieses Fließgewässers besteht das FFH-Gebiet Rantzau-Tal.
Teile der gemeindlichen Flur zählen zum Naturpark Aukrug.

### Gemeindegliederung
Zur Gemeinde gehören die Ortsteile Lockstedter Lager, Ridders, Hohenfiert, Springhoe, Hungriger Wolf und Bücken.

### Nachbargemeinden
Angrenzende Gemeindegebiete von Hohenlockstedt sind (im Uhrzeigersinn von Nord nach Nordwest):
Silzen, Poyenberg, Hennstedt, Lockstedt, Mühlenbarbek, Schlotfeld, Winseldorf, Lohbarbek, Drage, Hohenaspe, Peissen

## Klima
In Hohenlockstedt herrscht ein kühlgemäßigtes Klima mit einer Jahresdurchschnittstemperatur von 8,6 Grad Celsius. Die mittlere Monatstemperatur im Januar liegt bei 1 Grad Celsius, im August bei 17,5 Grad Celsius. Die durchschnittliche jährliche Niederschlagsmenge beträgt 656,7 mm.
|                       | Jan  | Feb  | Mär  | Apr  | Mai  | Jun  | Jul  | Aug  | Sep  | Okt  | Nov  | Dez  |   |       |
| Mittl. Tagesmax. (°C) | 2    | 4    | 6    | 12   | 16   | 19   | 21   | 22   | 18   | 12   | 6    | 3    | ⌀ | 11,8  |
| Mittl. Tagesmin. (°C) | −1   | −1   | 0    | 3    | 7    | 11   | 13   | 13   | 10   | 6    | 3    | 0    | ⌀ | 5,4   |
|                       |      |      |      |      |      |      |      |      |      |      |      |      |   |       |
| Niederschlag (mm)     | 40,1 | 43,0 | 36,8 | 31,6 | 57,3 | 80,0 | 73,0 | 74,1 | 50,4 | 70,0 | 48,5 | 51,9 | Σ | 656,7 |
|                       |      |      |      |      |      |      |      |      |      |      |      |      |   |       |
| Sonnenstunden (h/d)   | 2,0  | 2,4  | 2,7  | 4,4  | 6,8  | 8,3  | 8,4  | 8,5  | 7,0  | 5,7  | 3,2  | 1,6  | ⌀ | 5,1   |
|                       |      |      |      |      |      |      |      |      |      |      |      |      |   |       |
| Regentage (d)         | 2    | 4    | 3    | 4    | 6    | 3    | 2    | 2    | 4    | 4    | 4    | 6    | Σ | 44    |
|                       |      |      |      |      |      |      |      |      |      |      |      |      |   |       |
| Wassertemperatur (°C) | 16   | 15   | 16   | 16   | 19   | 22   | 24   | 25   | 24   | 23   | 20   | 17   | ⌀ | 19,8  |
|                       |      |      |      |      |      |      |      |      |      |      |      |      |   |       |
| Luftfeuchtigkeit (%)  | 88   | 77   | 66   | 55   | 44   | 33   | 22   | 11   | 22   | 33   | 44   | 55   | ⌀ | 45,7  |

| −1 |

| −1 |

| 0 |

| 3 |

| 7 |

| 11 |

| 13 |

| 13 |

| 10 |

| 6 |

| 3 |

| 0 |

| −1 |

| −1 |

| 0 |

| 3 |

| 7 |

| 11 |

| 13 |

| 13 |

| 10 |

| 6 |

| 3 |

| 0 |

## Geschichte
Die älteste Ortsbezeichnung für das Gebiet der heutigen Gemeinde Hohenlockstedt führt bis ins Jahr 1210 zurück, als in der „Lockstedter Heide“ eine Holsteinische Landesversammlung stattfand. Bis etwa 1250 wurde dort für den Holstengau das Goding abgehalten.
König Christian IV. hielt am 7. Juni 1625, vor seinem Einzug in den Dreißigjährigen Krieg, eine Heerschau auf der Lockstedter Heide ab und sammelte hier im November 1626 seine Truppen nach der unglücklichen Schlacht bei Lutter.
1846 entstand hier ein großes dänisches Lager, 1866 das erste preußische Lager. 1881 wurde auf der Lockstedter Heide das Kaisermanöver abgehalten. 1896 wurde der Schießplatz vergrößert und es entstand der große Gutsbezirk Lockstedter Lager. Das Lockstedter Lager wurde nun als Truppenübungsplatz genutzt. Sein nach den Plänen Fritz Högers errichtetes einstige Soldatenheim wurde 1912 eröffnet.
Ab 1889 bestand in Hohenlockstedt eine Station der Bahnstrecke Wrist–Itzehoe. Die Strecke wurde bis zum Jahr 1975 befahren.
1899 wurde der Schieß- bzw. Truppenübungsplatz abermals vergrößert. Zur Vergrößerung war auch das Gebiet des Dorfes Ridders komplett angekauft worden; das Dorf hörte auf zu existieren. Nachdem der Truppenübungsplatz 1920 infolge des Versailler Vertrages aufgelöst worden war, wurde bald auch Ridders wieder aufgebaut, das aber Teil der neu gegründeten Gemeinde Hohenlockstedt wurde.
Hohenlockstedt wurde am 1. Juli 1927 als Landgemeinde Lockstedter Lager aus dem gleichnamigen Gutsbezirk gegründet. Aus dieser Zeit stammen noch zahlreiche Bauten, z. B. der Hohenlockstedter Wasserturm mit dem Signalmast. 1956 wurde der Name auf Antrag einiger ansässiger Unternehmer in Hohenlockstedt geändert, da der Begriff Lager durch den Zweiten Weltkrieg negativ besetzt war.
Von 1933 bis 1945 gab es eine Heeresmunitionsanstalt im Lockstedter Lager. Reste davon sind 2018 noch vorhanden.Lage
Seit dem 28. September 2002 hat die Gemeinde ein eigenes Museum mit dem Namen Das Museum zur Darstellung der Ortsgeschichte Hohenlockstedts und der Geschichte des Königlich Preußischen Jägerbataillons 27 – der Finnischen Jäger.

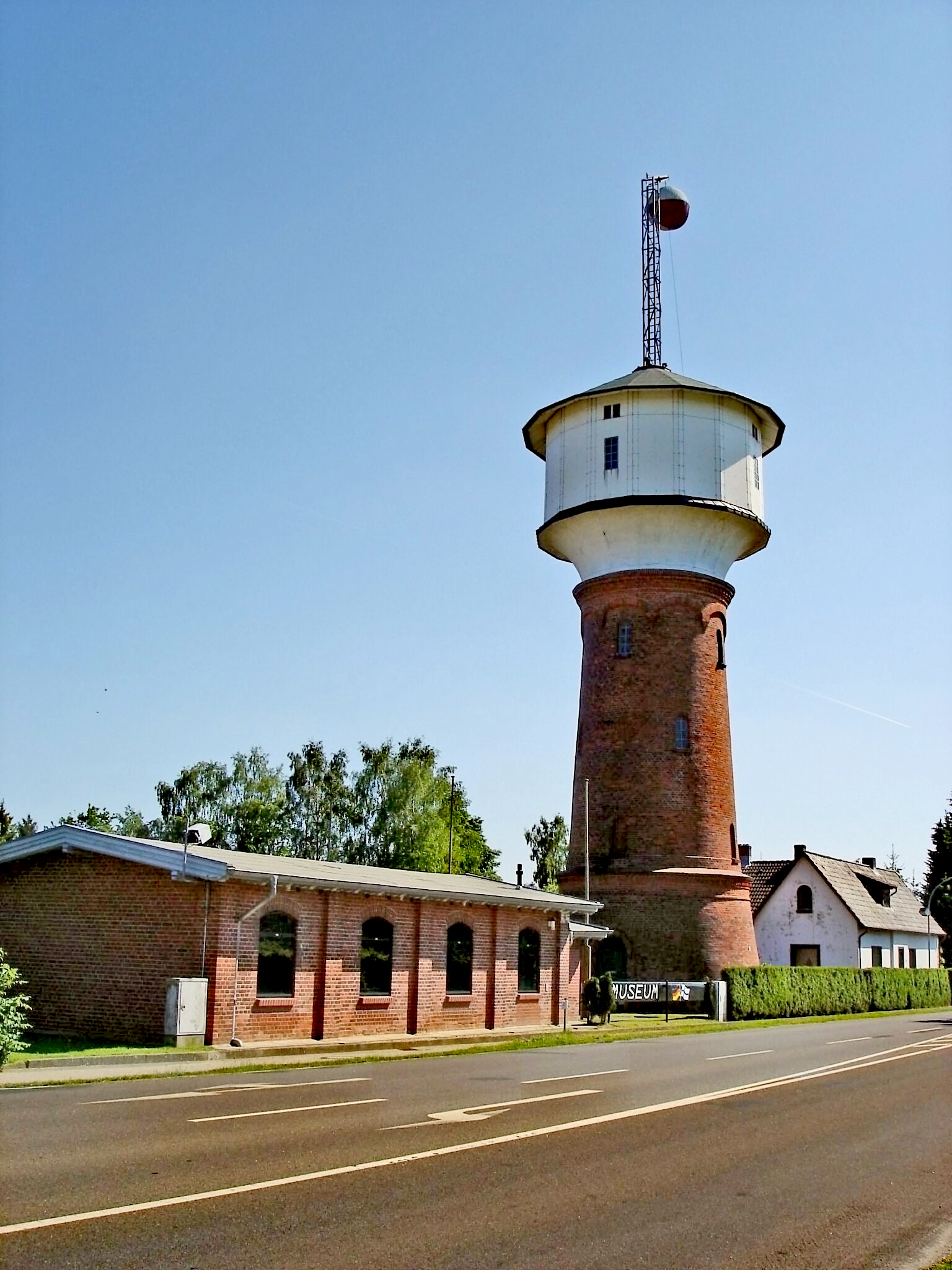
Wasserturm mit Warnballon
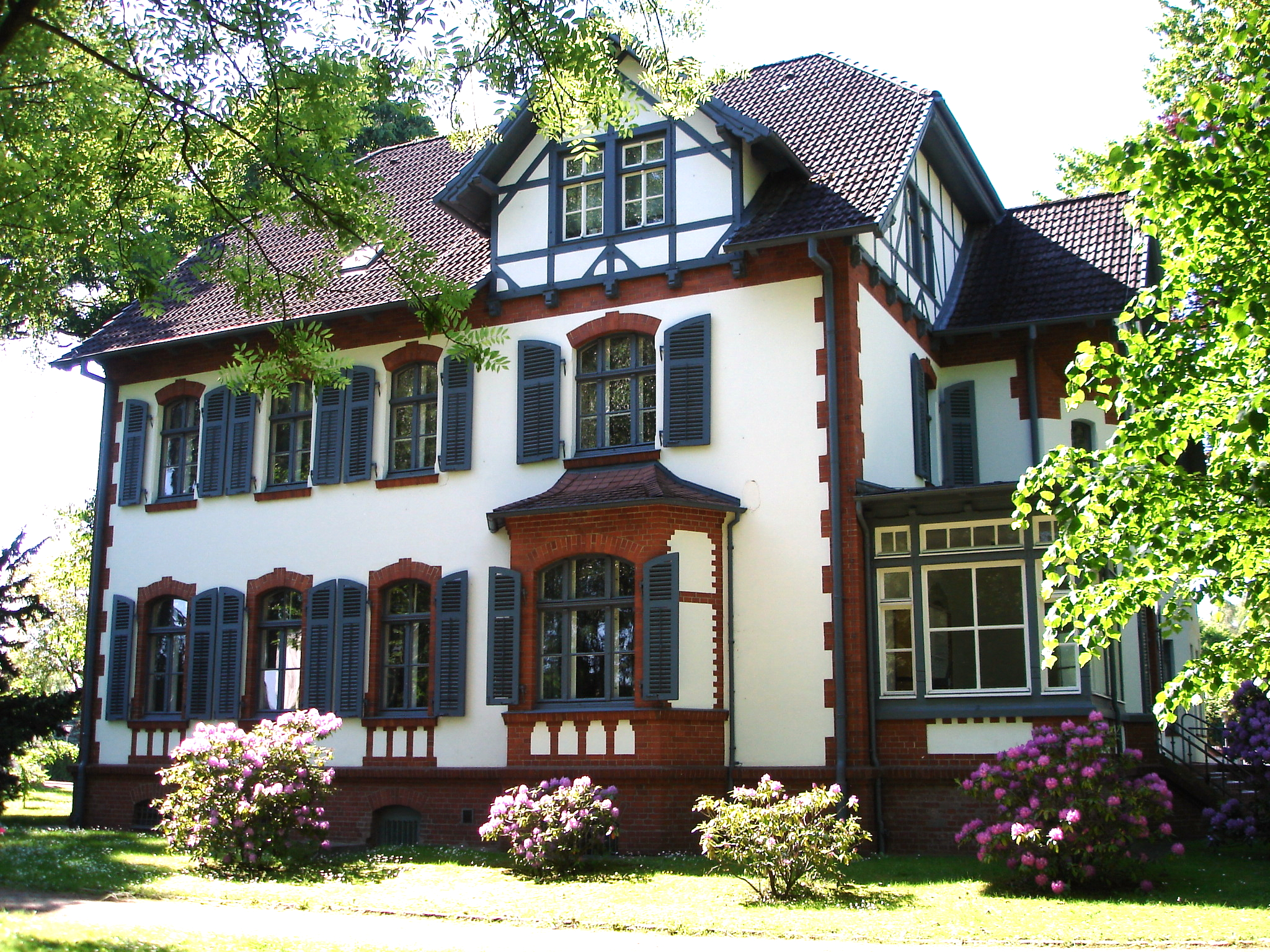
Rathaus, ehemals Kommandantenhaus
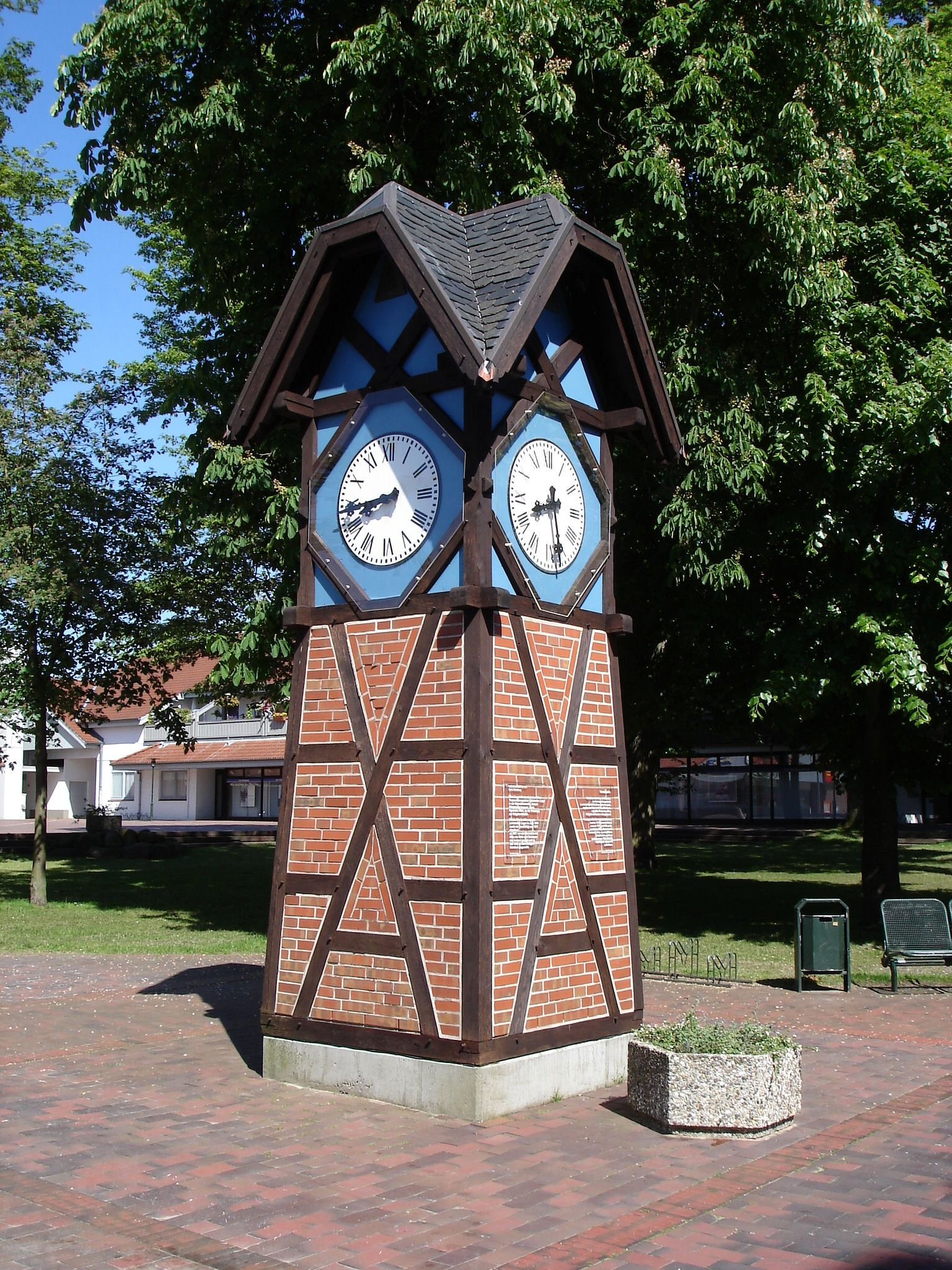
Die wiederaufgebaute Lageruhr
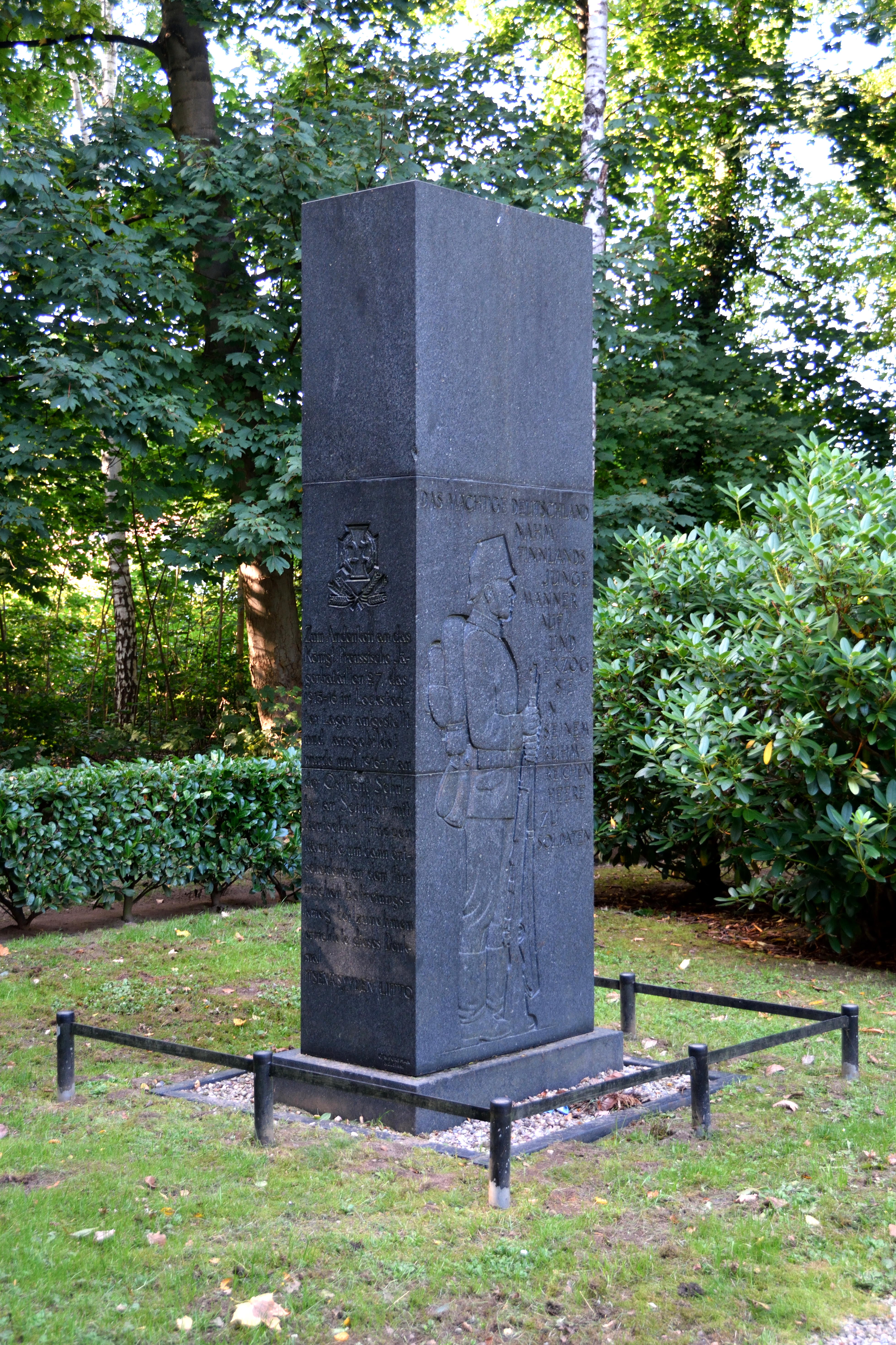
Finnisches Ehrenmal
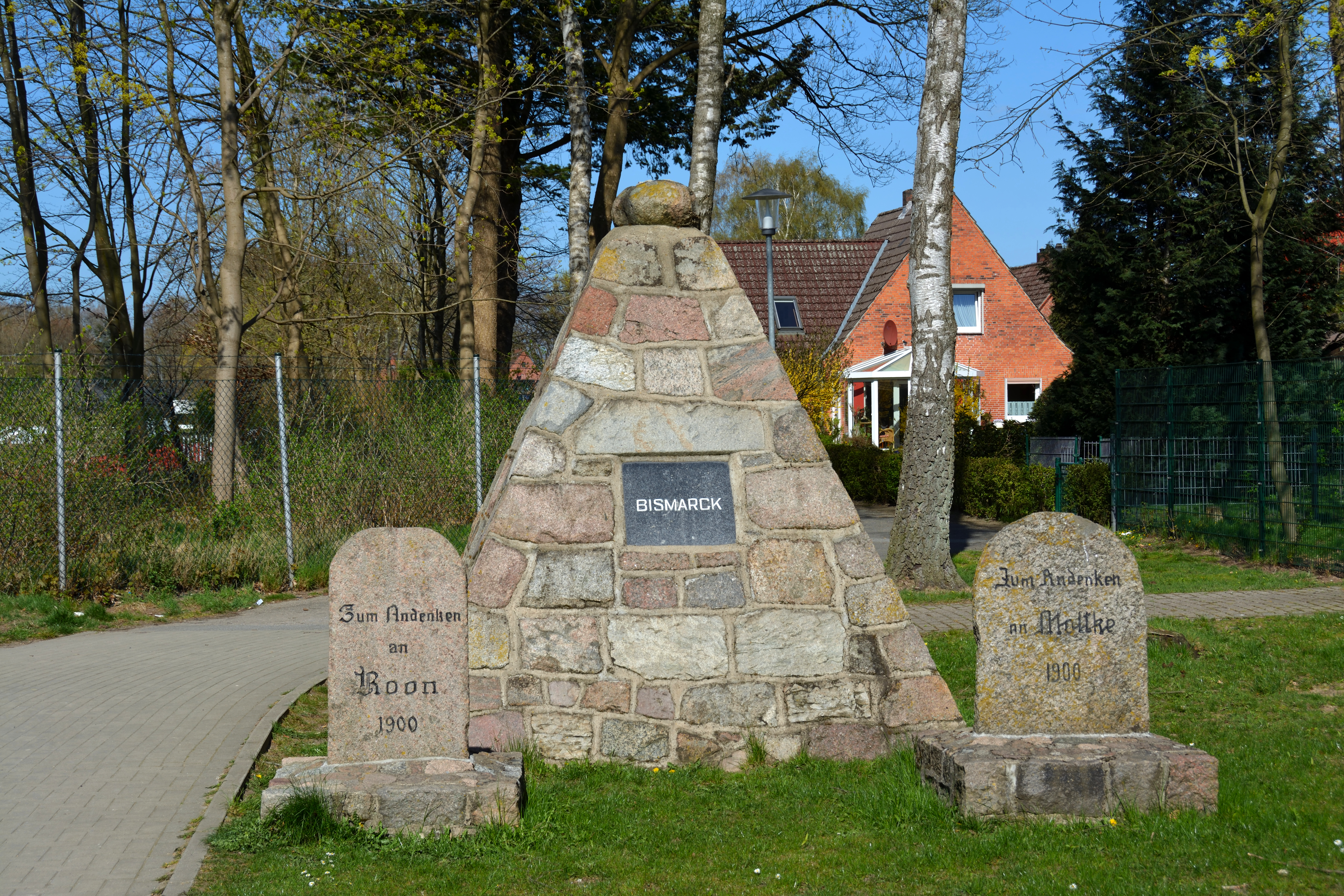
Denkmal für Bismarck, Roon und Moltke
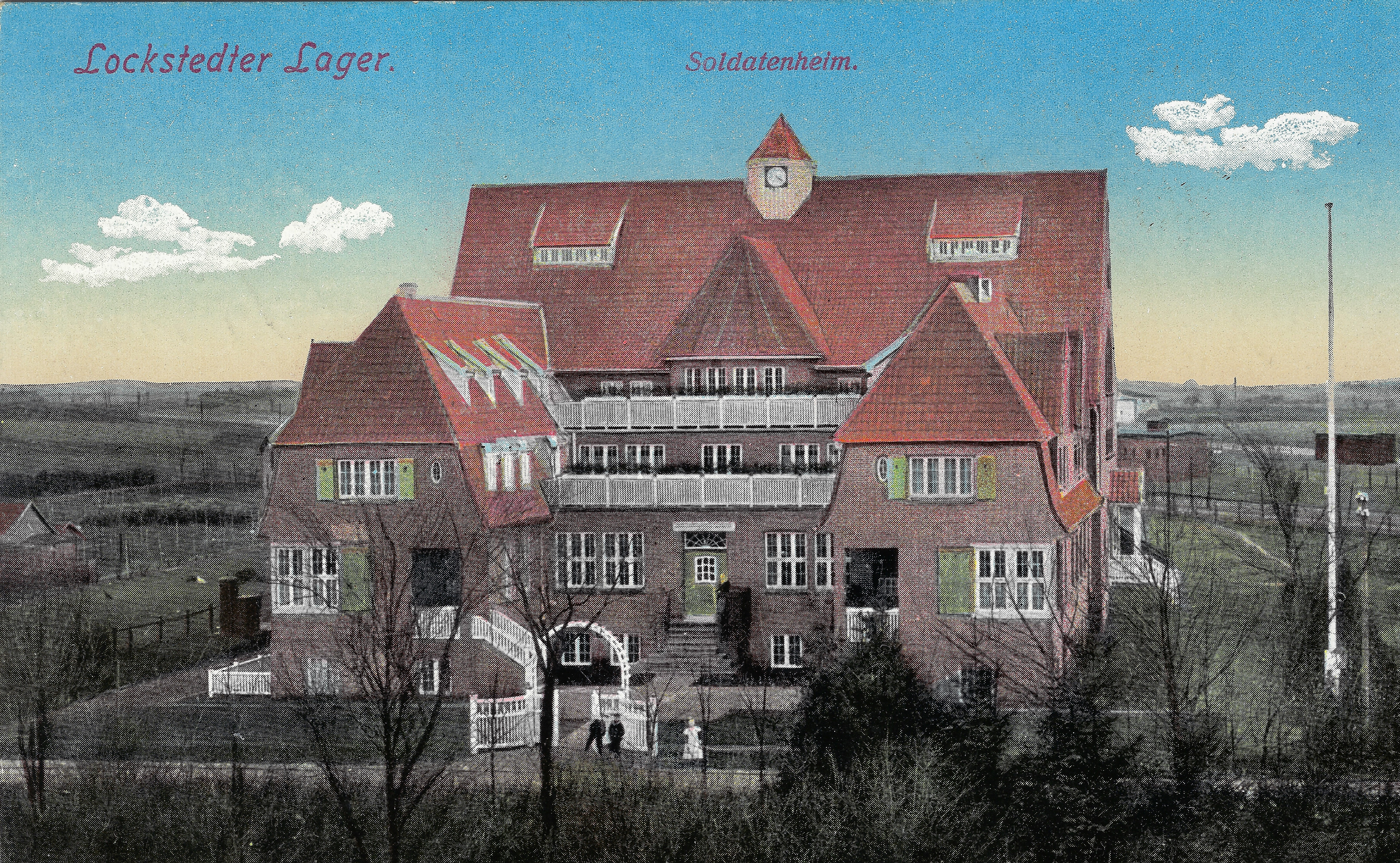
Ehemaliges Soldatenheim des Lagers (1912)

## Politik

### Gemeindevertretung
Bei der Kommunalwahl am 14. Mai 2023 wurden insgesamt 19 Sitze vergeben. Von diesen erhielten die Bürger für Hohenlockstedt acht Sitze, die CDU erhielt sechs Sitze und die SPD erhielt fünf Sitze.

### Wappen
Blasonierung: „In Rot, begleitet rechts von einem blühenden silbernen Erikazweig, links von einer silbernen Roggenähre, ein runder, nach oben sich verjüngender, leicht eingebogener silberner Wasserturm mit geschlossener, rundbogiger Tür, glattem Sockelsims und drei rundbogigen, schmalen schwarzen Fenstern (1 : 2), bekrönt von einer ausladenden sechseckigen Laterne auf Gesims und Konsolen; auf dem abgeflachten Spitzdach ein silberner Mast, von dessen nach links abgeknicktem Ende ein schwarzes Tau mit einem silbernen Ball daran zum Dach gespannt ist.“

### Partnerstädte
- Lapua in Finnland
- Dargun in Mecklenburg-Vorpommern

## Wirtschaft

### Ansässige Unternehmen
In Hohenlockstedt hat das seit 1835 bestehende Pharmaunternehmen G. Pohl-Boskamp heute seinen Sitz.
Seit 1949 werden in Hohenlockstedt die Feuerhand-Sturmlaternen hergestellt.

### Verkehr
Die Bundesstraße 206 verläuft im Abschnitt zwischen Itzehoe und Kellinghusen durch das Gemeindegebiet. Sie führt, direkt südlich angrenzend, an der gleichnamigen Ortslage vorbei. Hier endet die aus nordöstlicher Richtung kommende schleswig-holsteinische Landesstraße 121 aus Richtung Nortorf über Aukrug.
Die Bundesstraße 77, sie zeichnet grob den Verlauf des historischen Ochsenwegs nach, führt durch den Ortsteil Hungriger Wolf von Itzehoe nach Hohenwestedt.

## Hungriger Wolf

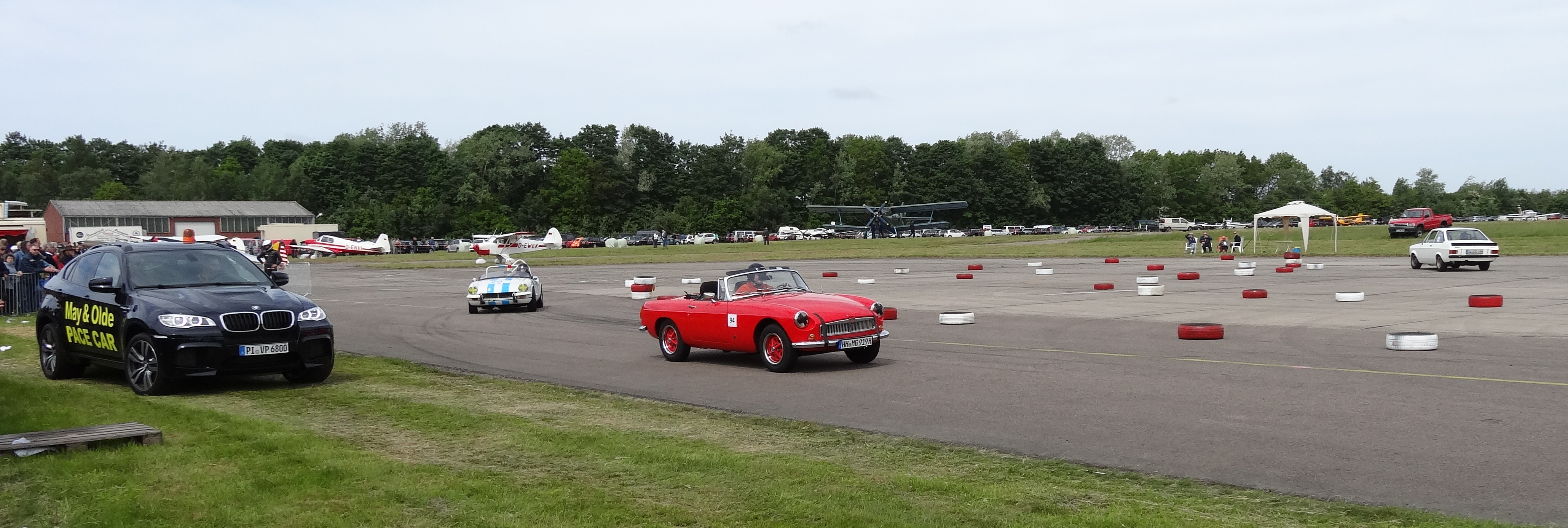
Classic Motor Days 2013

Der Flugplatz Hungriger Wolf war Standort des Heeresfliegerregiments 6, das 2004 außer Dienst gestellt wurde. Die „Flugplatz Hungriger Wolf Entwicklungs- und Betriebsgesellschaft mbH“ engagiert sich für eine Nachnutzung des Flugplatzgeländes und der angeschlossenen Liegenschaften. Gelegentlich finden Motorsportevents statt. Der Flugplatz wird u. a. vom Luftsportverein Itzehoe genutzt und betreut.

## Persönlichkeiten

### Söhne- und Töchter der Gemeinde
- Günther Garbrecht (1925–2019), Bauingenieur, Bautechnikhistoriker, Hochschullehrer und Professor für Wasserbau und Wasserwirtschaft an der University of Zambia und Professor für Wasserbau und Kulturtechnik am Leichtweiß-Institut der Technischen Universität Braunschweig

### Ehrenbürger
- Arthur Boskamp machte sich für die Namensänderung von Lockstedter Lager in Hohenlockstedt stark. Der Nachlass des künstlerisch tätigen Unternehmers wird heute von der Arthur Boskamp-Stiftung M.1 Hohenlockstedt (ehemals Kunsthaus Boskamp) verwaltet, die zeitgenössische Kunst fördert[12]. „M 1“ steht für „Massivbaracke 1“, ein um 1912 errichtetes Kasernengebäude des ehemaligen preußischen Militärstandortes „Lockstedter Lager“, das während der Zeit des Nationalsozialismus erst als Sportschule der SA genutzt wurde; später waren hier Zwangsarbeiter untergebracht. Im Jahre 1945 begann die zivile Nutzung durch die Firma Pohl-Boskamp, die auch ein Firmenmuseum betreibt.[13]
- Kurt Lembcke (langjähriger Ehrenvorsitzender des TSV)

### Persönlichkeiten, die in dieser Gemeinde gewirkt haben
- Wilhelm Käber (1896–1987), SPD-Politiker, Bürgermeister
- Heiko Gauert (* 1949), Leiter der Wilhelm-Käber-Schule von 2003 bis 2014[14]